# Piastrina

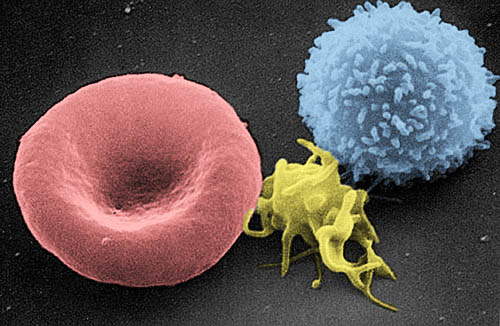
Immagine di una piastrina (al centro) al microscopio elettronico

Le piastrine (dette anche trombociti) sono frammenti di cellule che fanno parte degli elementi figurati del sangue e la loro funzione è mediare il processo di emostasi e di coagulazione delle ferite. Come anche gli altri elementi figurati del sangue, le piastrine vengono prodotte dal midollo rosso delle ossa,dai polmoni e dalla milza, hanno una vita media limitata e poi verranno distrutte nella milza. Un millimetro cubo di sangue ne contiene in media 300.000.
Le piastrine, come anche i globuli rossi, sono dei corpuscoli "usa e getta" perché si logorano molto in fretta e, terminato il loro compito, vengono distrutte.

## Caratteristiche
Le piastrine sono dei corpuscoli privi di nucleo prodotti a livello del midollo osseo e derivati dalla frammentazione di precursori midollari chiamati megacariociti.  I megacariociti si formano da cellule staminali, che subiscono una divisione ripetuta del nucleo cellulare (cariochinesis), non seguita dalla citodieresi (la frammentazione del citoplasma e della membrana cellulare). Di seguito, il citoplasma attorno al megacarion inizia una gemmazione producendo le piastrine, che maturano nel circolo sanguigno.
Le piastrine sono presenti nel sangue circolante in un numero che va da 150.000 a 400.000 per mm³ di sangue ed hanno una vita media di 5–9 (anche 10) giorni: questo numero può tuttavia variare anche significativamente in condizioni fisiologiche particolari, come per esempio nell'esercizio fisico.
Non essendo cellule, sono prive di nucleo, ma possiedono granuli, molti organuli citoplasmatici ed RNA. Sono di forma tondeggiante oppure ovale di circa 2-4 µm.
Al microscopio ottico presentano due zone distinte: una centrale granulare (granomero) e una zona periferica quasi ialina (ialomero). All'interno del citoplasma presentano in particolare actina, che può presentarsi in forma polimerica (come microfilamenti), complessata con la profilina o anche in forma globulare.
Morfologicamente nelle piastrine sono rilevabili granuli, suddivisi in tre tipi:
- Granuli α: poco opachi e molto numerosi, contenenti fibrinogeno, fattore von Willebrand, fattore V, fibronectina, fattore quarto piastrinico, la trombospondina e fattori di crescita (ad esempio PDGF, TGF beta)
- Granuli densi o δ (risultano maggiormente elettrondensi in microscopia elettronica): Istamina, Serotonina, Ca2+, ADP e ATP.
- Granuli lisosomiali o λ: contengono idrolasi lisosomiali e perossisomi.

## Emostasi
In seguito ad una lesione vasale l'endotelio produce il fattore di von Willebrand, il quale è un fattore che permette l'adesione piastrinica. Le piastrine aderiscono fra di loro e si ancorano al connettivo del subendotelio (anche perché di per sé la matrice extracellulare è trombogenica). Le piastrine aggregate rilasciano trombospondina e ADP, che permettono una migliore aggregazione piastrinica, acido arachidonico, che, trasformato in trombossano A2, ha il compito di vasocostringere e aumentare la permeabilità del vaso, e viene espresso anche il fattore piastrinico 3, responsabile del successivo ancoraggio della fibrina.
Affinché si possa creare un trombo efficace è però necessario che il fibrinogeno si attivi in fibrina, polimerizzandosi in questo modo in una struttura a rete che conferirà robustezza al trombo. La trasformazione del fibrinogeno in fibrina costituisce una delle tappe finali e più importante della cascata della coagulazione.
La presenza di fibroplasmina (di origine sia tissutale sia piastrinica) porta ad attivare diversi fattori, che culminano con l'attivazione della protrombina in trombina. La trombina ha sia una funzione di attivatore piastrinico sia, in presenza di calcio, di attivatore del fibrinogeno in fibrina. In seguito alla polimerizzazione della fibrina si ha la creazione di un trombo piastrinico.
Trascorsa una o due ore avviene la contrazione della lesione grazie all'azione della actina e della miosina, e questo diminuisce la perdita di sangue. Quando la lesione è guarita l'endotelio rilascerá il fattore attivatore del plasminogeno, che convertirà il plasminogeno in plasmina. La plasmina insieme ai granuli lambda andrà a degradare il trombo.
Alcune malattie emorragiche possono essere causate da difetti piastrinici qualitativi (piastrinopatie), dove le piastrine sono presenti, ma per diverse cause hanno una funzione aberrante, oppure quantitativi (piastrinopenie, ma anche trombocitosi), dove il numero delle piastrine è anormalmente aumentato o diminuito. In entrambi i casi ci possono essere disturbi primitivi (il difetto è il segno principale della patologia, in genere si parla di patologie genetiche) oppure secondari (il difetto è causa indiretta di un quadro sintomatologico di una malattia).
Le patologie e le sindromi che causano trombocitopenia (diminuzione di numero) possono essere:
- Coagulazione intravascolare disseminata
- Porpora trombocitopenica idiopatica
- Porpora trombotica trombocitopenica
- Trombocitopenia d'origine farmacologica (ad es. da eparina, da chemioterapici)
- Incompatibilità feto-materna
- Morbillo
- Sindrome HELLP
- Sindrome di Bernard-Soulier

Le patologie e le sindromi che causano invece una trombocitosi (aumento di numero) sono:
- Trombocitosi essenziale
- Policitemia vera (in realtà non aumentano solo le piastrine, ma anche gli altri elementi figurati del sangue)
- Malattia di von Willebrand
- Splenectomia e asplenia funzionale
- Una generica flogosi, sia acuta sia cronica
- Emorragia acuta
- Carenza marziale
- Emolisi cronica
- Patologie e sindromi che causerebbero una trombocitopenia, ma il midollo aumenta di molto la produzione di piastrine (diminuzione di numero)
- Sindrome uremica
- Disturbi dell'adesione piastrinica o dell'aggregazione piastrinica
- Tromboastenia di Glanzmann
- Sindrome di Scott
- Disturbi della formazione e distruzione dei trombociti
- Iper-attività della cicloossigenasi, indotte o congenite
- Storage pool defects, acquisiti o congeniti
- Sindrome delle piastrine grigie